# Bomber Mountain
Der Bomber Mountain ist ein 3914 m hoher Berg in den Bighorn Mountains im US-Bundesstaat Wyoming. Er befindet sich in der Cloud Peak Wilderness Area im Bighorn National Forest, südlich des höchsten Berges der Bighorn Mountains, dem Cloud Peak, und 37 km westlich von Buffalo. Ein militärischer Flugunfall mit 10 Todesopfern, der sich 1943 auf dem Berg ereignete, führte 1946 dazu, dass der bis dahin unbenannte Berg Bomber Mountain genannt wurde.

## Flugunfall 1943
Am 28. Juni 1943 verließ eine B-17F-55-DL Flying Fortress mit der Seriennummer 42-3399 und dem Spitznamen "Scharazad" die Pendleton Army Air Base in Pendleton, Oregon, mit dem Ziel Grand Island, Nebraska. Von dort sollte sich der Bomber den anderen Mitgliedern der 383d Bomb Group anschließen, um an den laufenden Bombenangriffen des Zweiten Weltkriegs in England teilzunehmen. Gegen Mitternacht funkte der Kapitän, dass sie sich in der Nähe des Powder River in Wyoming befinden. Das waren die letzten Worte, die man von ihnen hörte. Nachdem sie nicht in Grand Island angekommen waren, wurde das Flugzeug für vermisst erklärt und die Armee führte eine Suchaktion ohne Ergebnisse durch. Eine zweite Suche wurde im folgenden Jahr durchgeführt, die sich auf die Wind River Range, Absaroka Range und Bighorn Mountains konzentrierte, aber es wurden immer noch keine Wrackteile entdeckt.
Am 12. August 1945 entdeckten zwei Cowboys etwas Glänzendes auf einer Gratlinie nahe dem Cloud Peak in den Bighorn Mountains. Sie entdeckten das Wrack und die verstorbene Besatzung und kontaktierten die Behörden, welche die Leichen der Besatzung bargen und sie zu ihren Familien zurückbrachten. Es wurde angenommen, dass bei früheren Suchversuchen die Farbe des Flugzeugs der des Berges ähnelte, was das Wrack schwer zu erkennen machte. Nach ein paar Jahren löste sich die Farbe, und das glänzende Aluminium darunter machte das Flugzeug sichtbarer. Es wurde nie eine offizielle Ursache für den Absturz ermittelt, aber es wird vermutet, dass eine fehlerhafte Navigationsausrüstung und eine mondlose Nacht in Kombination mit schlechtem Wetter dazu führten, dass der Pilot den Grat erst zu spät sah.
Nach einer Petition von Veteranengruppen in Wyoming wurde der bisher namenlose Berg am 22. August 1946 vom U.S. Forest Service auf den Namen Bomber Mountain getauft. Zu Ehren der Besatzungsmitglieder wurde eine Gedenktafel am Ufer des Florence Lake, 2,4 km von der Absturzstelle entfernt, aufgestellt.
Mitglieder der Besatzung:
- William R. Ronaghan (Pilot)
- Anthony J. Tilotta (Co-Pilot)
- Leonard H. Phillips (Navigator)
- Charles H. Suppes (Bombardier)
- James A. Hinds (Flugzeugingenieur)
- Ferguson T. Bell, Jr. (Funker)
- Lee 'Vaughn' Miller (Assistent Flugzeugingenieur)
- Charles E. Newburn, Jr. (Assistent)
- Jake F. Penick (Flugzeugschütze)
- Lewis M. Shepard (Assistent Flugzeugschütze)

## Belege
1. ↑  Peakbagger: Bomber Mountain. Abgerufen am 13. Januar 2021.
2. ↑  Summitpost: Bomber Mountain : Climbing, Hiking & Mountaineering. Abgerufen am 13. Januar 2021.
3. 1 2 3  Bomber Mountain: A Mystery in Wyoming’s Bighorn Mountains. Archiviert vom Original (nicht mehr online verfügbar) am 20. Dezember 2016; abgerufen am 13. Januar 2021.  Info: Der Archivlink wurde automatisch eingesetzt und noch nicht geprüft. Bitte prüfe Original- und Archivlink gemäß Anleitung und entferne dann diesen Hinweis.
4. ↑  misson details. 6. Oktober 2008, archiviert vom Original am 6. Oktober 2008; abgerufen am 13. Januar 2021. abgerufen am 17. Mai 2023